# 지지 다고스티노
루이지노 첼레스티노 디 아고스티노(이탈리아어: Luigino Celestino di Agostino, 1967년 12월 17일 ~ )는 지지 다고스티노(이탈리아어: Gigi D'Agostino)라는 예명으로 잘 알려진 이탈리아의 디스크 자키, 리믹서, 가수 그리고 음반 프로듀서이다. 그는 1986년, 이탈로 디스코를 돌리는 DJ로 경력을 시작했다. 그의 가장 큰 차트 성공작으로는 1999년과 2000년에 발매한 "Bla Bla Bla", "Another Way", 닉 커쇼의 "The Riddle"을 커버한 곡 "La Passion", "Super", "L'Amour Toujours"가 있다. "L'Amour Toujours"의 훅 라인은 2018년 발매한 히트 리믹스/매시업 "In My Mind"에도 사용되었다.